# Zuidas
Pour les articles homonymes, voir Zuidas (nl) pour la série télévisée.

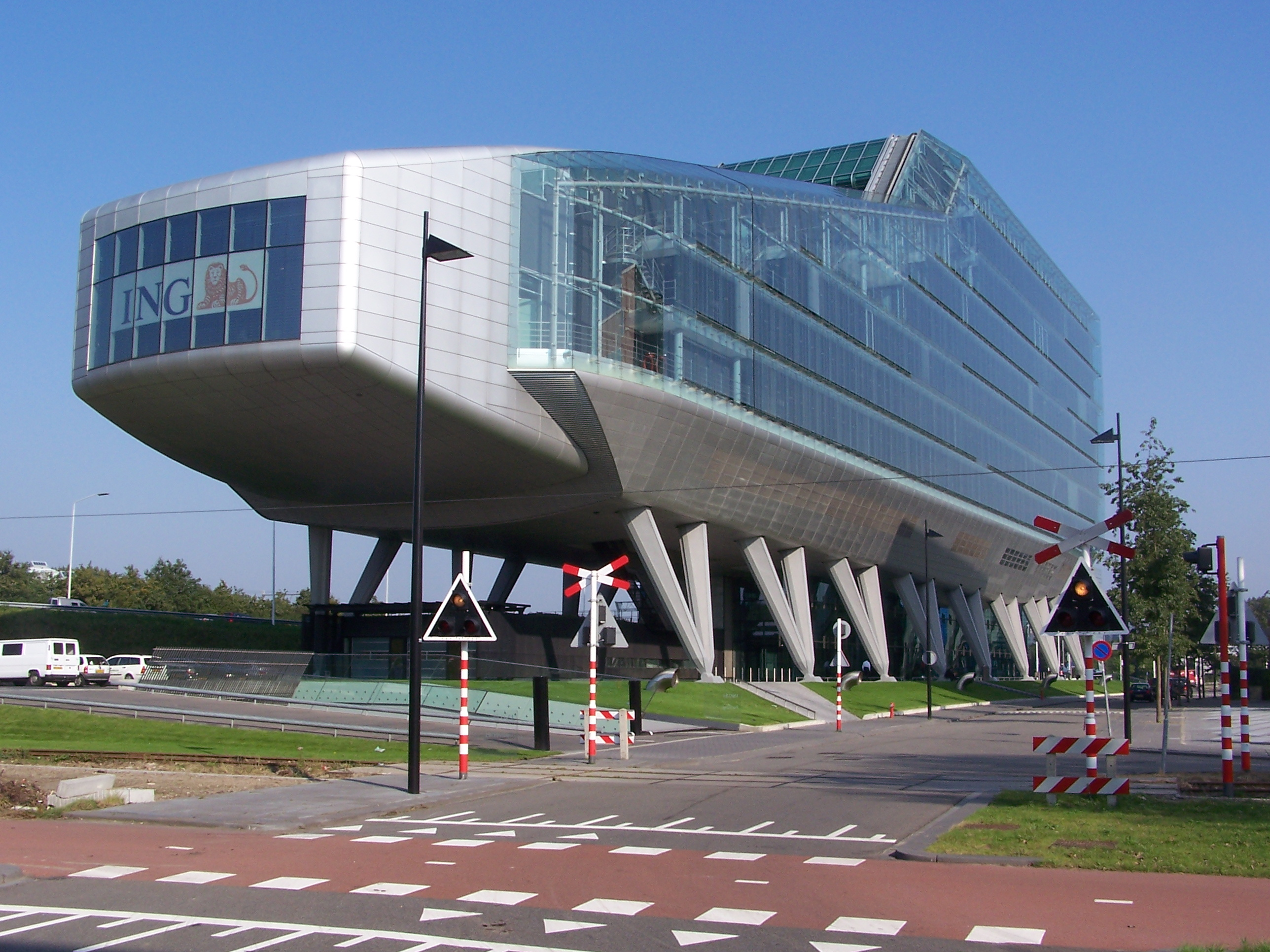
Le bâtiment appelé De schoen (la chaussure) ou Kruimeldief (Ramasse-miettes), dans le Zuidas, abrite les bureaux de la banque néerlandaise ING.

Zuidas  est un quartier de gratte-ciel en construction à Amsterdam, aux Pays-Bas. Situé dans l'arrondissement Zuid, entre les rivières Amstel et Schinkel (nl), et structuré par le tracé sud de la ceinture périphérique A10, Zuidas sera le principal quartier d'affaires d'Amsterdam, comparable aux Docklands à Londres. Au milieu de l'autoroute A10 se trouve la gare de chemin de fer Amsterdam-Sud. Celle-ci doit se développer jusqu'à devenir seconde gare centrale de la ville. C'est là que la nouvelle ligne de métro nord-sud passera en 2017, et s’arrêtera la ligne à grande vitesse Nord Sud et la ligne TGV vers l'Allemagne. À l'avenir, la gare d'Amsterdam-Sud sera accessible en trois quarts d'heure à 3 millions de personnes.
Le 21 janvier 2004, la commune d’Amsterdam et le gouvernement des Pays-Bas ont décidé en commun de créer la S.A. Zuidas, qui doit coordonner les projets. C’est le plus important des projets de construction d'infrastructures nationales du Premier ministre Jan Peter Balkenende. Quelques bâtiments sont déjà construits sous son mandat, mais, en 2010, Mark Rutte lui succède et réévalue le coût du projet et sa rentabilité. Après étude et la proposition d'un nouveau plan budgétaire pour répartir les allocations aux projets dans le pays, le gouvernement réapprouve sa participation financière, pour un achèvement du quartier aux environs de 2035.

## Infrastructures
Pour les infrastructures de Zuidas, trois modèles ont été examinés, à savoir :
- Le modèle « dok » : Toute l’infrastructure doit être souterraine, la ville étant construite par-dessus ;
- Le modèle « dijk » : Toute l’infrastructure reste au-dessus du sol et occasionnellement à l’air libre ;
- Le modèle « dek » : L'infrastructure est en grande partie au-dessus du sol mais recouverte d’une dalle.

Le document de base Zuidas (novembre 2000) conclut que le modèle « dok » est techniquement réalisable et que c’est lui qui offre la meilleure garantie pour la qualité visée. En 2000, le conseil municipal d'Amsterdam a exprimé lui aussi sa préférence pour le modèle « dok ». En juillet 2002, le secrétaire d'État (nl) du VROM (nl) a approuvé officiellement le souhait commun de l’État et de la municipalité (avec le modèle dijk comme option de repli). Pour cette raison l’autoroute A10 et lignes de métro et de chemin de fer passeront dans un tunnel long de 1 200 mètres, ce qui permettra de consacrer 24 hectares au nouvel espace de construction. Ce projet constitue maintenant le plan de base.
En avril 2005, le conseil municipal d'Amsterdam a donné son accord au modèle « dok ». Seuls le Parti Socialiste et Amsterdam autrement/Les Verts ont voté contre.

## Les différents projets
Le Zuidas est découpé en plusieurs zones qui, comme à Marne-la-Vallée ont leurs caractéristiques propres et leur développement indépendant des autres. En voici les plus importants :
- World Trade Center et Zuidplein, situé au nord de la gare Amsterdam-Sud. Ce projet est le seul qui soit actuellement terminé. Il est aussi le seul projet utilisant les bâtiments existants du World Trade Center d'Amsterdam (le WTC) date de 1985. Ces bâtiments ont été rénovés en 2002 et la Zuiderplein y a été aménagé devant l'entrée nord de la gare. De l'autre côté de la place, plusieurs tours ont été construites dont la nouvelle tour de 105 m de haut, la WTC H achevée en 2004. Ces bâtiments ont donné leurs noms à la gare Zuid WTC jusqu'à ce qu'elle soit rebaptisée Amsterdam Zuid en décembre 2006.
- Mahler4 est situé en face du WTC de l'autre côté de la gare et de l'autoroute A10. Le projet a commencé en 2002 et il est aujourd'hui en partie livré. Les immeubles sont regroupés autour d'une place (la Mahlerplein). D'un côté ABN AMRO y a construit son siège social (abritant aujourd'hui une partie des activités internationales de RBS) et de l'autre des architectes renommés y ont construit des immeubles en forme de sculptures. Les immeubles des deux dernières phase sont encore en construction.
- Gershwin est situé au sud de Maher4 et s'étend au sud jusqu'à De Boelelaan qui marque la limite sud de Zuidas. À l'ouest la zone Gershwin est limité par Buitenveldertselaan, tout comme la zone Malher4. Cette zone est située sur un ancien parc et sa vocation principale est résidentielle. Le premier projet de construction, Amsterdam Symphony est une opération comprenant plusieurs tours d'habitations. Les travaux ont été lancés le 20 septembre 2006 en présence du Bourgmestre Job Cohen et la livraison des derniers lots est prévue pour 2010.
- Le quartier universitaire. À l'ouest Malher4, Il y a une grande zone encore non aménagée avec actuellement des terrains de tennis. Les terrains appartiennent à la mairie. À l'ouest de ces terrains, s'élèvent les bâtiments de l'une des deux universités d'Amsterdam, l'Université libre d'Amsterdam (Vrije Universiteit) (VU) ainsi que le Vrije Universiteit Medical Centre (VUmc)
- De Zuiderhof se trouve à l'ouest de ce quartier universitaire. L'opération immobilière comprend 9 140 m2 de bureaux qui sont actuellement[Quand ?] commercialisés par ING Real Estate. Le siège social du groupe bancaire ING, un remarquable bâtiment en forme de paquebot sur pilotis, se trouvent à proximité, le long de la A10.
- La Kop Zuidas (tête Zuidas), situé entre l'Europaboulevard qui longe le RAI, la A10, et l'avenue President Kennedylaan, autour du RAI. C'est le secteur le plus oriental de Zuidas dont le but est de devenir un quartier de sorties. Le projet le plus porteur de cette idée était un théâtre, qui est abandonné pendant la crise financière.
- Vivaldi est situé au sud la A10 et entre l'Europaboulevard à l'est, le De Boelelaan au sud et le quartier Gershwin à l'ouest. et la rue de cour. Cette zone est aussi bordée des parcs Beatrixpark et Amstelpark. Elle devrait être dans la continuité des zones Mahler4 et Gershwin.
- ZuidasDok (nl) est indiscutablement le projet le plus ambitieux et le plus complexe de tout Zuidas. Il prévoit de faire passer la A10 ainsi que les voies de train, métro et tram qui longent le périphérique en souterrain. Ce tunnel multitransport s'étendra sur 1 200 mètres entre le pont Amstelbrug et celui de Schinkelbrug. L'espace de 24 hectares libérés au-dessus du tunnel sera utilisé pour de nouveaux programmes de construction. La société ZuidasDok NV a été créé en 2004 pour mener à bien ce projet qui devrait se terminer vers 2030.

## Quelques illustrations du Zuidas

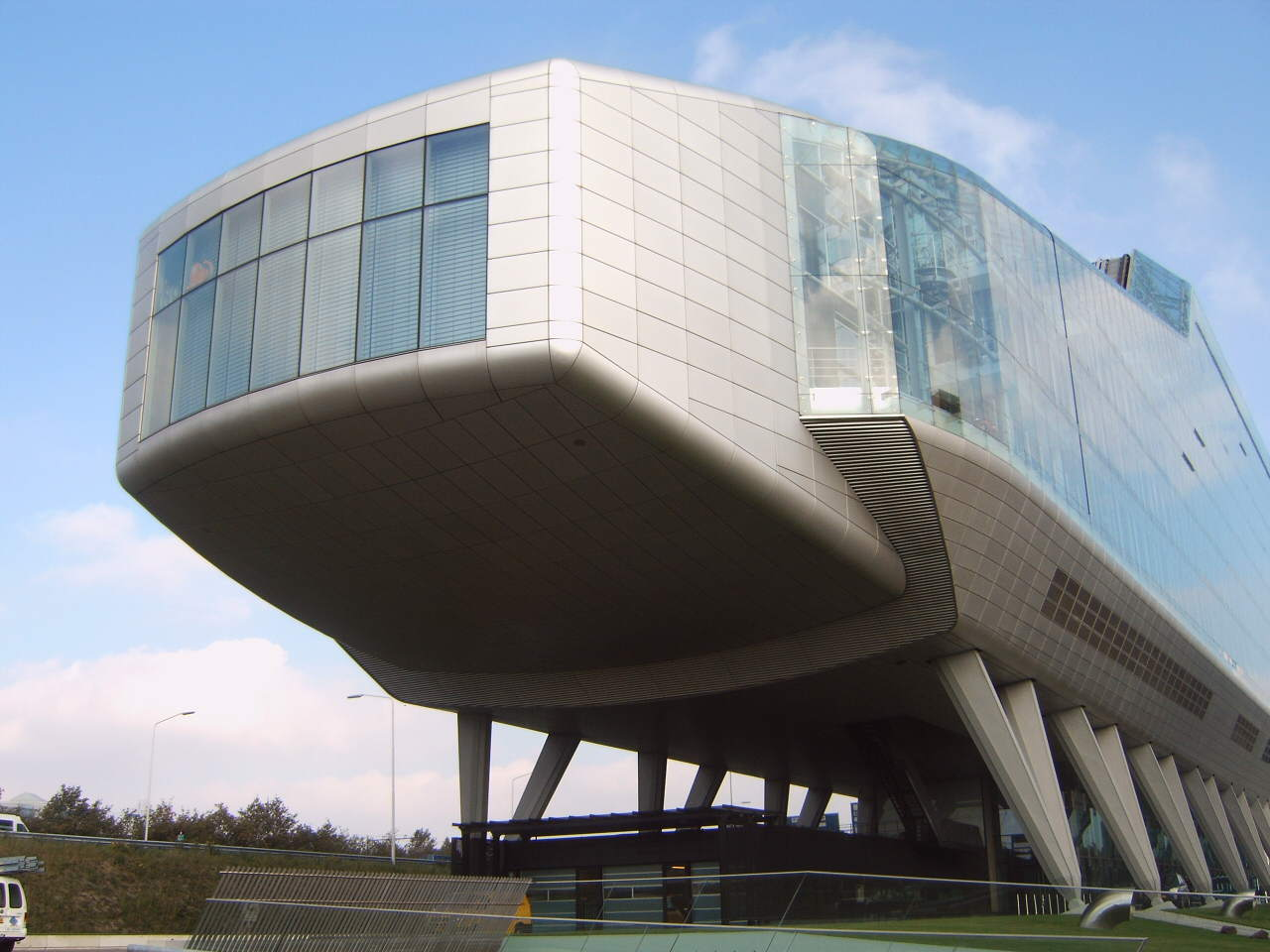
Siège de ING.
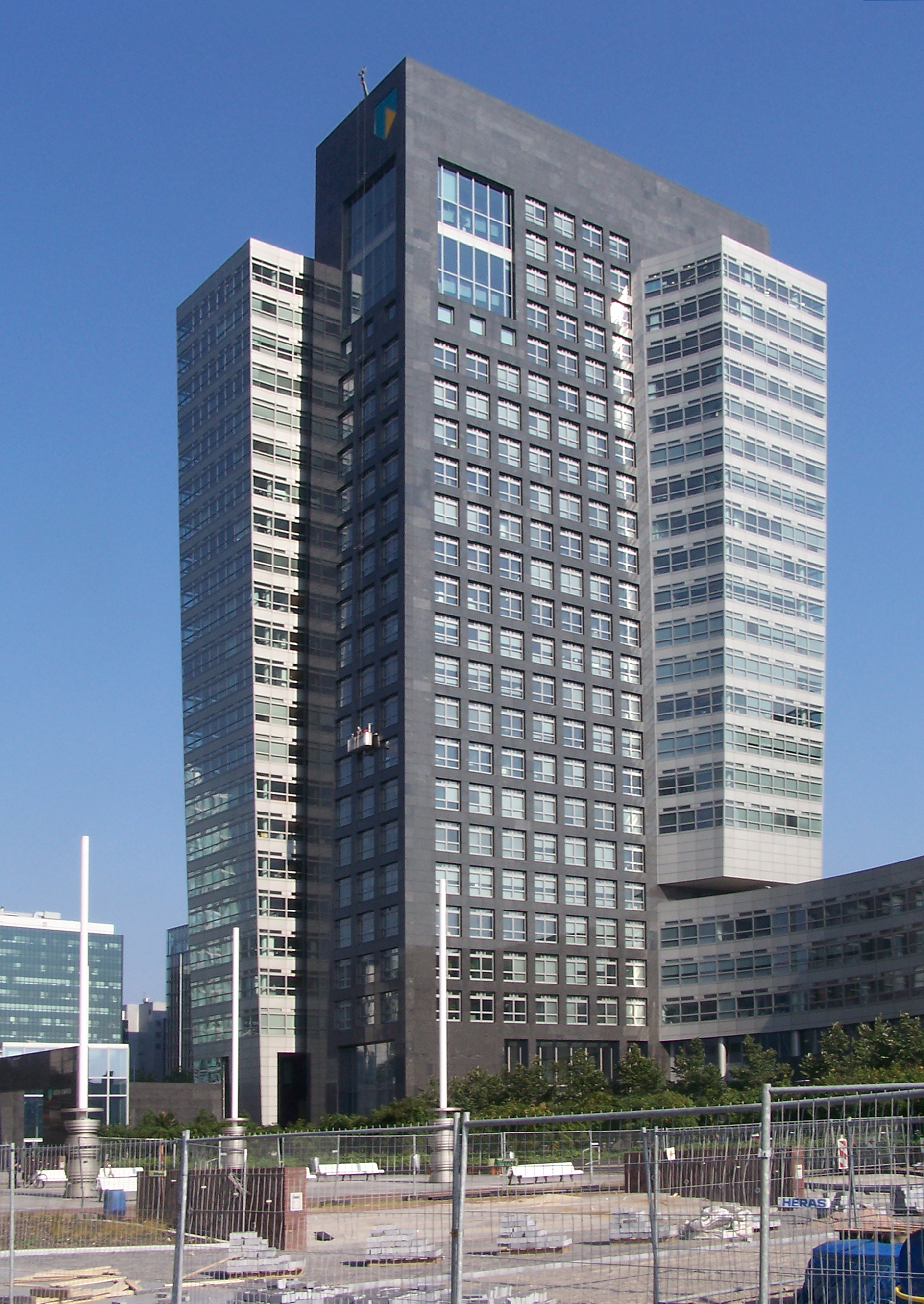
Siège de ABN AMRO.
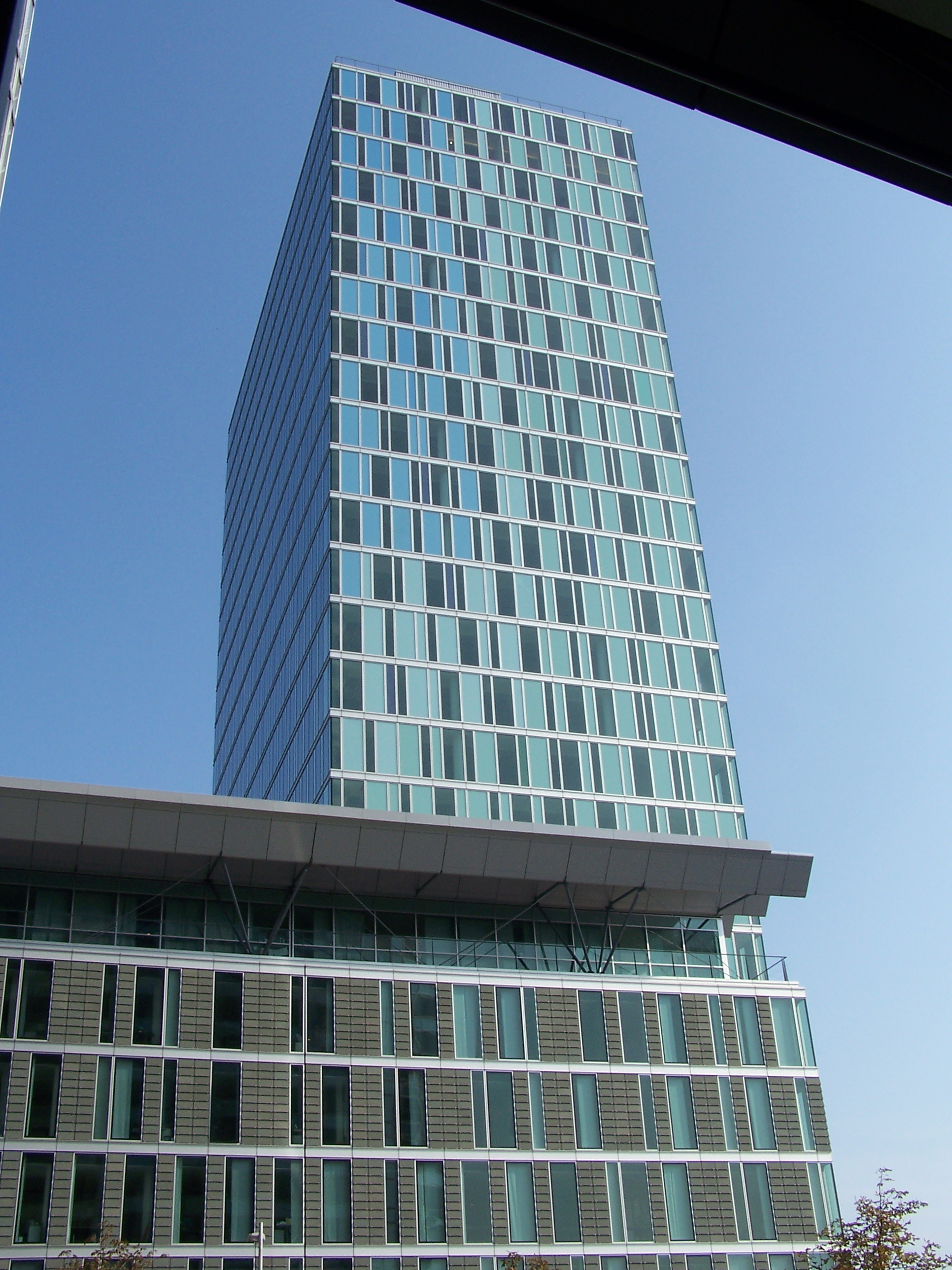
Tour WTC H.
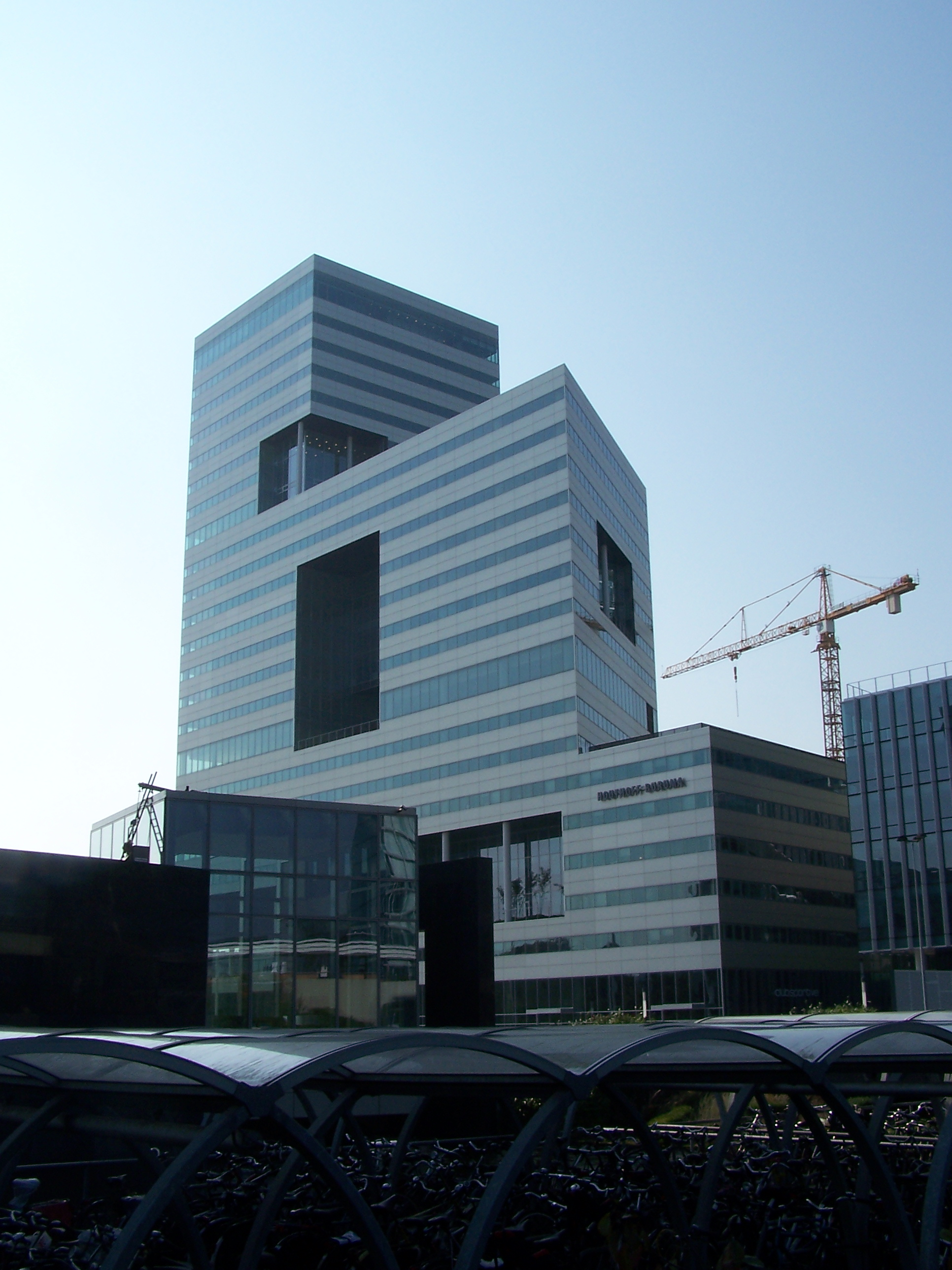
Tour Ito du quartier Mahler4.